# Journal of the Linnean Society
Journal of the Linnean Society, (abreujat J. Linn. Soc., Bot.), va ser una revista amb descripcions botàniques que va ser editada per la Societat Linneana de Londres en els anys 1865-1968. La revista va ser precedida per Journal of the Proceedings of the Linnean Society i substituïda per Botanical Journal of the Linnean Society.